# Dubbele Kruis

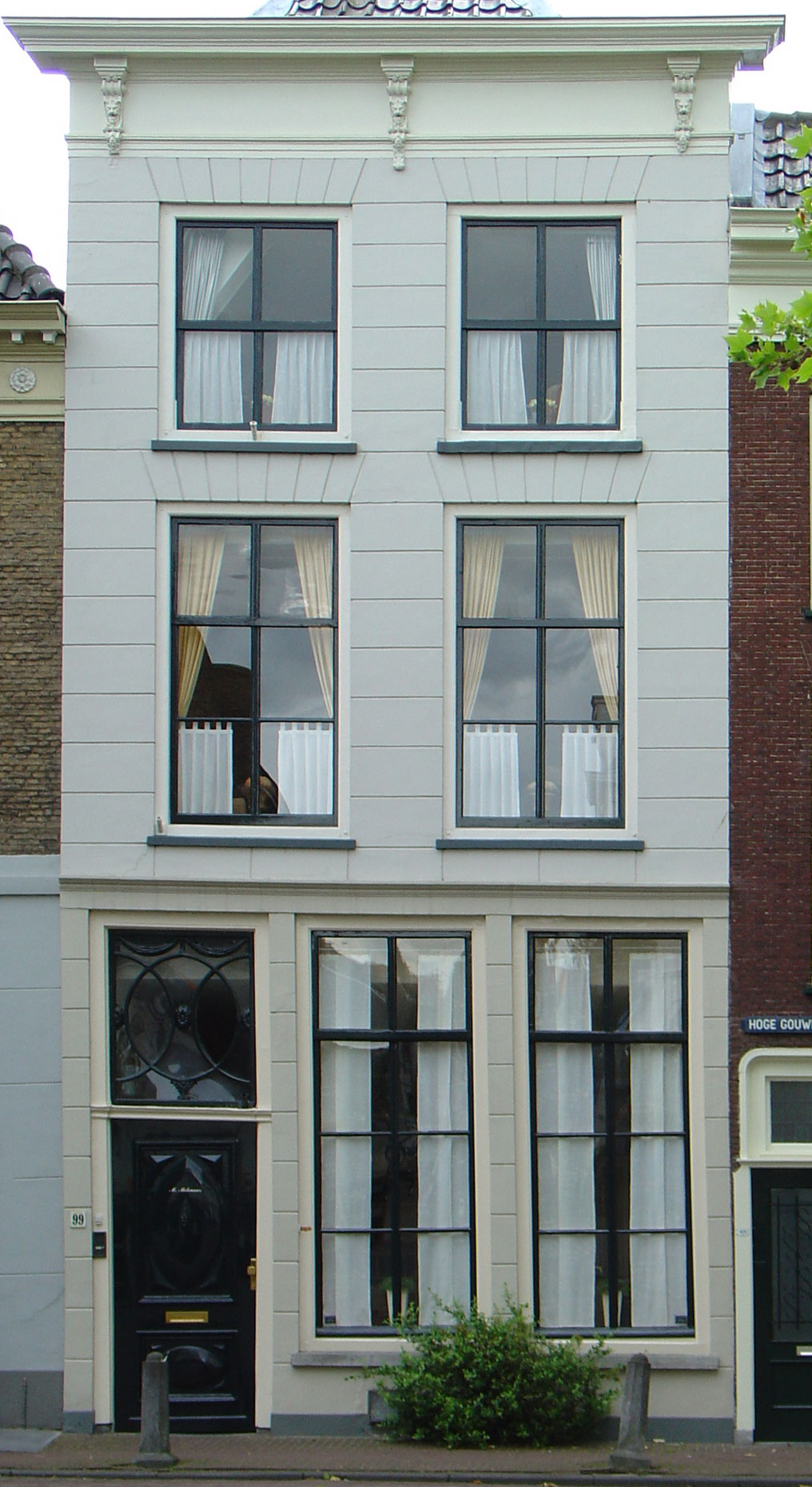
Grachtenpand aan de Hoge Gouwe 99 te Gouda

Het Dubbele Kruis is een monumentaal grachtenpand aan de Hoge Gouwe 99 in Gouda.
Op de plaats van het huidige pand Hoge Gouwe 99 te Gouda kocht Willem de Monchy in 1700 de brouwerij Het Dubbele Kruis (ook wel De Drie Kruisen genoemd). Ook zijn zoon, François de Monchy, was bierbrouwer in Gouda; deze bezat op de Westhaven de brouwerij Het Ossenhooft en op de Turfsingel de azijnmakerij De Witte Leeuw.
In 1823 kocht Abraham Goedewaagen het pand Hoge Gouwe 99. Hij verplaatste zijn pijpmakerij van de Keizerstraat naar deze woning op de Gouwe. Het benedenhuis fungeerde als zijn woning en het bovenhuis deed dienst als bedrijfsruimte. In 1835 kocht hij ook de buurwoning, het meer statige grachtenpand 't Huys met de treppen. Ook daar werd de bovenverdieping gebruikt voor de fabricage van pijpen. Nog weer later werd ook de andere buurwoning, Gouwe 101 gekocht en toegevoegd aan de bedrijfsruimtes van Goedewaagen. Ook de woningen aan de achterzijde van deze panden, die aan de Raam zijn gelegen, werden door Goedewaagen gekocht, zodat een conglomeraat aan bedrijfsruimtes gevormd werd. In 1884 werd de productie van pijpen verplaatst naar de overzijde van de Raam, waar de firma Goedewaagen een pottenbakkerij bezat (in 1909 werd het bedrijf in zijn geheel verplaatst naar het Jaagpad in Gouda).
Het pand met een gepleisterd lijstgevel en een gave pui is erkend als rijksmonument.